# Tharybis neptuni
Tharybis neptuni is een eenoogkreeftjessoort uit de familie van de Tharybidae. De wetenschappelijke naam van de soort is voor het eerst geldig gepubliceerd in 1904 door Cleve.